# Vojkovice (district de Brno-Campagne)
Pour les articles homonymes, voir Vojkovice.
Vojkovice (en allemand : Woikowitz, auparavant Wokowitz) est une commune du district de Brno-venkov, dans la région de Moravie-du-Sud, en République tchèque. Sa population s'élevait à 1 200 habitants en 2020.

## Géographie
Vojkovice est arrosée par la Svratka et se trouve à 5 km au sud de Rajhrad, à 16 km au sud de Brno et à 194 km au sud-est de Prague.
La commune est limitée par Holasice au nord et au nord-est, par Blučina à l'est, par Židlochovice et Hrušovany u Brna au sud, et par Ledce et Sobotovice à l'ouest.

## Histoire
La première mention écrite du village date de 1104.